# Gottfried Bombach
Gottfried Bombach (* 6. März 1919 in Kamenz; † 4. Juli 2010 in Basel) war ein deutscher Ökonom, der als einer der Pioniere der mathematisch orientierten Wirtschaftstheorie gilt.

## Leben
Bombach war bereits am Gymnasium ein in den Naturwissenschaften und Mathematik besonders begabter Schüler. Nach dem Abitur 1937 arbeitete er zwei Jahre in der Handelsgesellschaft seines Vaters, danach folgten Arbeitsdienst, Wehrmacht, eine Kriegsverletzung und Kriegsgefangenschaft. Aus englischer Kriegsgefangenschaft entlassen begann er in Kiel das Studium der Wirtschaftswissenschaften, da sein Vater ihn für die Übernahme des elterlichen Geschäftes vorgesehen hatte und ein naturwissenschaftliches Studium ablehnte. Im Studium lernte er von Erich Schneider die moderne, mathematisch orientierte Wirtschaftstheorie.
Es folgte eine Anstellung bei der OECD in Paris und 1957 die Wahl zum Ordinarius für Nationalökonomie an der Universität Basel.
Seine Arbeiten über Wirtschaftswachstum, Einkommensverteilung, Konjunktur und Beschäftigung machten ihn zu einem Pionier der mathematischen Ökonomie im deutschsprachigen Raum.
Bombach war Mitglied mehrerer wirtschaftlicher Expertenstäbe in der Schweiz und in Deutschland unter Ludwig Erhard.
1960 übernahm Gottfried Bombach den Vorsitz des Wissenschaftlichen Beirates der Prognos AG.
Seine Geburtsstadt Kamenz benannte 2016 eine Straße im Gewerbegebiet am Ochsenberg nach ihm.

## Veröffentlichungen (Auswahl)
- Zur Theorie des wirtschaftlichen Wachstums. In: Weltwirtschaftliches Archiv. Bd. 70 (1953), S. 110–165 (Dissertation Universität Kiel 1952).

- mit Siegfried L. Gabriel: Löhne und Preise (= Lebendige Wirtschaft. Bd. 18). Leske, Darmstadt 1957.
- Staatshaushalt und volkswirtschaftliche Gesamtrechnung. In: Finanzarchiv. Bd. 17 (1957), S. 344–383.
- Wachstum und Konjunktur (= Lebendige Wirtschaft. Bd. 21). Leske, Darmstadt 1960.
- Das Problem der optimalen internationalen Arbeitsteilung bei unterschiedlicher Struktur des Steuersystems. Verlag Stahleisen, Düsseldorf 1962.
- Neue Dimensionen der Lehre von der Einkommensverteilung (= Basler Universitätsreden. Bd. 66). Helbing & Lichtenhahn, Basel 1972, ISBN 3-7190-0617-4.
- Inflation als wirtschafts- und gesellschaftspolitisches Problem (= Basler Universitätsreden. Bd. 67). Helbing & Lichtenhahn, Basel 1973, ISBN 3-7190-0633-6.
- Post-war economic growth revisited. North-Holland, Amsterdam 1985, ISBN 0-444-87729-0.
- Konjunkturtheorie einst und heute (= Konstanzer Universitätsreden. Bd. 181). Universitätsverlag, Konstanz 1991, ISBN 3-87940-413-5.
- Zwischen Wirtschaftstheorie und Wirtschaftspolitik. Ausgewählte Beiträge. Springer, Berlin 1991, ISBN 0-387-53211-0.
- mit Knut Bleicher: Zyklen im Ablauf des Wirtschaftsprozesses. Westdeutscher Verlag, Opladen 1992, ISBN 3-531-08396-1.

Festschrift
- Hans-Jürgen Ramser (Hrsg.): Beiträge zur angewandten Wirtschaftsforschung. Gottfried Bombach zum 70. Geburtstag. Springer, Berlin 1989, ISBN 0-387-50558-X.